# John Cromwell
John Cromwell, ursprungligen Elwood Dager, född 23 december 1887 i Toledo i Ohio, död 26 september 1979 i Santa Barbara i Kalifornien, var en amerikansk filmregissör och både scen- och filmskådespelare. Han var svartlistad i Hollywood från 1951 till 1958, av politiska skäl. Han var far till skådespelaren James Cromwell.

## Filmografi i urval
- 1930 – Brottets gata (regi)
- 1930 – For the Defense (regi)
- 1930 – Tom Sawyers äventyr (regi)
- 1934 – En kvinnas slav (regi)
- 1936 – Lille lorden (manus och regi)
- 1937 – Fången på Zenda (regi)
- 1938 – Marco Polo (regi, ej krediterad)
- 1938 – Algiers (regi)
- 1939 – Som skapta för varann (regi)
- 1939 – Hjärter är trumf (regi)
- 1940 – Abraham Lincoln - en folkets man (regi och roll)
- 1942 – Flykten till Söderhavet (regi)
- 1944 – Osynliga länkar (regi)
- 1945 – Själens ögon (regi)
- 1946 – Anna och kungen av Siam (regi)
- 1947 – Heta dagar (regi)
- 1950 – Kvinnor i fängelse (regi)
- 1951 – Ligan bakom lagen (regi)
- 1960 – De sista stegen (regi)
- 1977 – 3 kvinnor (roll)
- 1978 – Oh, vilket bröllop! (roll)